# هیپاتیا
هوپاتیا (به یونانی باستان Ὑπατία و به لاتین Hypatia) یا هیپاتیا (تلفظ انگلیسی: هایپشیا) زاده ۳۵۰ – ۳۷۰ میلادی؛ درگذشته ۴۱۵ میلادی فیلسوف زن نوافلاطونی، اخترشناس و ریاضی‌دان، فرزند تئون، اهل اسکندریه مصر تحت حاکمیت امپراتوری بیزانس بود. از او به عنوانِ نخستین ریاضی‌دان زن و آخرین کتاب‌دار کتابخانه اسکندریه یاد می‌شود. وی استاد فلسفه و ریاضیات در شهر اسکندریه بود و در علوم دیگر همچون اخترشناسی مهارت داشت. او همچنین یکی از مهم‌ترین و تاثیرگذارترین اندیشمندان نوافلاطونی در اسکندریه بود. هایپشیا در طول زندگی‌اش به عنوان یک آموزگار بزرگ و پژوهشگری ماهر شناخته می‌شد. هیپاتیا با تحریک یک اسقف اعظم کلیسا به نام سیریل در اسکندریه به اتهام جادوگری و توطئه علیه مسیحیت به‌دست گروهی از مسیحیان به سرپرستی یک پدر روحانی کلیسا به نام پیتر به قتل رسید. در دوران قرون وسطا بسیاری از پژوهشگران به اشتباه فکر می‌کردند که او کاترین اسکندریه است. در دوران عصر روشنگری او به عنوان نماد کاتولیسیزم‌ستیزی شناخته می‌شد. در قرن نوزدهم چهره‌های ادبیات اروپایی به خصوص چارلز کینگزلی دربارهٔ او رمان نوشتند و در قرن بیستم، هایپشیا به عنوان نماد حقوق زنان و به عنوان چهره‌ای پیشرو در جنبش فمینیسم مطرح شد.

## زندگی
پدرش تئون صاحب کرسی استادی دانشگاه بود. او یک خورشیدگرفتگی و ماه‌گرفتگی کامل را ثبت کرد و بعدها به سبب شرح‌هایی که به برخی از آثار مهم نجوم و ریاضیات یونانی مخصوصاً «جدولهای آسان» بطلمیوس و اسطرلاب نوشت، به سِمت ریاست دانشگاه اسکندریه انتخاب شد. او از ریاضی‌دانان مشهور و استاد دانشگاه اسکندریه بود. تئون، استاد، معلم خصوصی و هم‌بازی دخترش بود. عشق او به زیبایی، شعر، فلسفه و ریاضیات به دخترش نیز سرایت کرده بود. او می‌گفت:
ریاضی زبان شعر است، هر ریاضی‌دانی ناخواسته یک سخنور و شاعر نیز هست.

پدرش همه جزئیات زندگی و دقایق اوقات او را برنامه‌ریزی و مدیریت می‌کرد. او تعلیماتی کامل و منظم در حوزه‌های هنر، ادبیات، علوم، ریاضیات و فلسفه را زیر نظر پدر نیز گذراند؛ و به ورزش‌هایی چون سوارکاری و شنا و کوهنوردی پرداخت. دوران کودکی هایپشیا بیشتر در موزیوم سپری گشت، او ساعت‌ها در کنار پدرش مطالعه می‌کرد به بحث‌هایی که بین پدر و همکارانش پیش می‌آمد، گوش می‌داد و در سخنرانی‌هایی که در سالن‌های بزرگ برگزار می‌شد شرکت می‌کرد. گفته پدرش خطاب به او
دخترم حق فکر کردن را برای خودت حفظ کن، زیرا حتی غلط فکرکردن بهتر از هرگز فکر نکردن است.
او نه تنها از پدر می‌آموخت بلکه در کنار او به کار نیز مشغول بود. او در ویرایش بسیاری از متون قدیمی ریاضی و ستاره‌شناسی پدر را همراهی می‌کرد هایپشیا وقتی پدر را در سیری بر سینتاکسیس (یا المجسطی) بطلمیوس یا تهیه متن تجدیدنظرشده عناصر (عناصر تقریباً تمام نوشته‌های بعدی اقلیدس به‌شمار می‌آید) اثر اقلیدس یاری داد پدر در حاشیه کتاب ذکر کرد که 
تمام فصول را هایپشیا دختر ریاضیدانم بازبینی کرده‌است.

روزی هایپشیا به تئون گفت: 
پدر! دلم سفر می‌خواهد … نه برای رسیدن به نقطه‌ای … فقط برایِ رفتن از خطی به خط دیگر، دنیا بزرگتر از اسکندریه و آسمان وسیعتر از زمین است تنها با خواندن کتاب‌های مختلف و مشاهدات است که می‌توانم به روشنایی برسم، اینجا برای فهمیدن راز آسمان کافی نیست باید علم ستاره‌شناسی و ریاضی را در خارج از شهر یاد بگیرم.
 پدر نیز با چشمانی اشک‌بار آتن و ایتالیا را پیشنهاد داد و گفت:
ارمغان و سوغات سفر در این دو شهر متمدن، جز خرد و حکمت نیست.
شهرت و محبوبیت وی درفلسفه و ریاضی و… آنقدر پرآوازه شد که مرزها را درنوردید، همه جا سخن از هایپشیا بود او پیوسته همانند مردان، بالاپوش و ردای بلند دانشگاهی گشادی به تن می‌کرد و تاجی از برگ درخت غار به سر داشت. موهای بلندش حلقه‌حلقه در پشتش رها شده بود این تاج را دانشگاه آتن همه ساله به دانشجویان فارغ‌التحصیل برترش اهدا می‌کرد و از هر لحاظ به استادی خردمند شبیه بود، در بازگشت از سفر از او برای تدریس در دانشگاه اسکندریه در رشتهٔ فلسفه و ریاضیات دعوت شد.
هایپشیا وقتی در موزه اسکندریه شروع به تدریس می‌کرد، مردم در خیابان نزدیک ساختمان موزه، تجمع می‌کردند تا حداقل صدای او را از راه گوش بشنوند. سراپیوم یک عمارت بسیار زیبا و بزرگ بود و مهم‌ترین نقش آن ساختمان پرستشگاه خدای یونانی- مصری- سراپیس خدای مرگ و درمان- بود و در درجهٔ دوم کتابخانه بزرگی بود که «کتابخانه دختر» نام داشت که با آمدن او مشهور شد. می‌گویند تئون به سبب ورود دخترش، کتابخانه را به نام کتابخانه دخترم هایپشیا نامید و تا پایان عمر نیز به تدریس در این دانشگاه مشغول بود.

هایپشیا شیوه‌هایی که حقیقت را بر اساس شواهد و مدارک به صورت مستند درک می‌شد را ستایش می‌کرد؛ شیوه تدریس او بحث و گفتگوی منطقی و عقلانی به سبک افلاطون و ارسطو بود به این معنی که دانشجویان طی جلسه پرسش و پاسخ مطلب را از استاد می‌آموختند. هایپشیا در نگرش خویش کنکاشی ویژه داشت و به دلیل اعتقاد عمیق به پرسشگری به این جلسات روی آورد نگاه دقیق او در این عرصه موجب می‌شد که با متانت و اعتقاد قلبی این جلسات را تشکیل داده، و با توانایی پی‌بردن به راز مجهولات، همواره با پاسخ به حس کنجکاوی شاگردان و با تلاش برای یافتن و پی‌بردن به علوم جدید، روح حقیقت‌جوی خویش را سیراب و در این راه به‌طور عجیبی احساس شادی و لذت می‌کرد. او می‌گفت: 
انسان همان‌طور که برای برقراری حقیقت می‌جنگد باید با خرافات به مبارزه برخیزد.

روزی برای دخترانی که طالب و شیفته علم‌آموزی بودند سخن می‌گفت و آن‌ها را به تحمل سختی‌ها و دانش آموختن دعوت کرد. او در سخنرانی خود این چنین همه حضار را به حیرت واداشت: 
خواهران من، یتیم کسی نیست که پدر و مادرش از دردهای زندگی رهایی یافته و او را تنها و حقیر مانده، بلکه یتیم کسی است که دست از یادگیری و دانش‌اندوختن بردارد. آموخته‌ام اگر زنان در دانش و معلومات کم‌بهره باشند، مردان جهالت و نادانی را به جای شیر از سینه زنان خواهند نوشید.

استعداد هایپشیا چندان پنهان نماند چرا که کسانی که به اسکندریه می‌آمدند. وقتی در موزه اسکندریه هنگامی که او شروع به تدریس می‌کرد، مردم در خیابان نزدیک ساختمان موزه، تجمع می‌کردند تا حداقل صدای او را از راه گوش بشنوند؛ و در این هنگام بود که شاعری لب به سخن گشود و قصیده خوشایند و دلفریب سرود:
وقتی تو نزدیک منی و صدای تو را می‌شنوم با صدایی که به پرهیزگاری ساکنان ستارگان پاک می‌ماند تو را با همهٔ وجودم می‌ستایم هیپاتیا.

همچنین سقراط مورخ می‌نویسد:
 «او معلم محبوبی بود، در خانهٔ او همانند اتاق کنفرانسش سخت‌کوش‌ترین دانشجویان آن روز آمد و شد داشتند.»

### ازدواج
هایپشیا تقریباً به مدت ده سال در اروپا سفر کرد و هرجا می‌رفت به خاطر زیباییش مورد ستایش قرار می‌گرفت. بخشی از محبوبیت او به دلیل ذهن تیزبین و خرد بی‌همتایش بود، ولی بیشتر مردم او را به خاطر زیبایی و نیز رفتار مودبانه و حسن معاشرتش دوست داشتند. بدین‌سان ستایشگران فراوانی داشت که غالباً احترام آن‌ها به او تبدیل به دلباختگی می‌شد او شبیه به آتنا الههٔ یونانی مجسم می‌شد. صورتی کاملاً یونانی و گیسوان پرپیچ وخم بلندی داشت. او چنان زیبا بود که همه شاگردانش عاشقش می‌شدند و این که پیشنهادهای ازدواج بسیاری از جانب اشراف، فلاسفه و سرداران بزرگی داشت را رد می‌کرد و آن‌ها را ناامید می‌ساخت. او می‌کوشید تا تمام مهارت سخندانی خویش را به کار گیرد تا آن‌ها را از این شیفتگی بازدارد و در عوض، آن‌ها را روی ریاضی، فلسفه و اندیشیدن متمرکز کند، اما عده‌ای بودند که دست برنمی‌داشتند. روزی یکی از این شاگردانش به نام اُریستیس که سردار بزرگ و فاتحی بود عشقش را به هایپشیا برای چندمین بار ابراز می‌کند و او در جواب می‌گوید: 
در عهدی که مردان از سایه زنان می‌گریزند و نزدیکی و همنشینی با آنان یک گناه به حساب می‌آید، حتی برخورد با آن‌ها در کوچه و خیابان و سخن‌گفتن با آنها، اگر چه مادر، همسر یا خواهر باشند متحمل رنج و سختی است تاکنون در این شهر کسی را نیافته‌ام که به اندازه ” تنهایی ” شایسته رفاقت و همسری باشد.
 او هیچگاه به خواستگاری که ذهن و فلسفهٔ او با ذهن و فلسفهٔ خودش برابری کند، برخورد نکرد یا گویا برای او همسر مناسب و همتایی وجود نداشت؛ و همیشه می‌گفت: 
هرکس نویسنده داستان خودش دربارهٔ عشق دارد. همهٔ ما داستان ایده‌آل خاص خود را داریم. من با حقیقت ازدواج کرده‌ام»
 او ترجیح می‌داد خود را وقف فلسفه و ریاضیات کند این جمله زیبای هایپشیا قبل از آن که نشان‌دهنده طفره و تعلل او در ازدواج باشد، گویا اصالت و منش او را می‌رساند.

## فعالیت‌ها

### ریاضیات
هایپشیا تمام وقتش را با شاگردان به حل مسایل پیچیده فلسفه و ریاضی می‌گذراند، دانشجویان جوان از سراسر جهان برای شنیدن سخنرانی‌های او در حساب دیوفانتوس، روش‌ها و فنونی که دیوفانتوس توسعه داده بود و راه حل‌های نامعلوم مسایل مختلف که او ابداع کرده بود، راهی آن دیار می‌شدند و او به یقین در این روش‌ها نابغه بود؛ او تمام کتاب‌های ریاضی موجود در کتابخانه را عمیقاً مطالعه کرد و می‌خواست فرمولی خاص برای حرکت زمین بیابد؛ ولی پیش از این که به این کار دست بزند شیفته مخروطهای آپولونیوس شده بود. چون باطن عشق و جاذبه ژرف ریاضی در آن‌ها نهفته بود هایپشیا رساله‌های فراوانی در زمینه ریاضیات نوشت که بسیاری از آن‌ها در زمان یورش مردم به معبد سراپیس اسکندریه از بین رفت. همچنین او در حل مسائل جبر و هندسه راه‌حل‌های جدیدی ارائه کرد که تا عصر رنه دکارت، آیزاک نیوتن و گوتفرید لایبنیتس و چندین قرن بعد علوم ریاضی از آن حد که هایپشیا تدریس می‌کرد فراتر نرفت. نکته جالب توجه با وجود نزدیکی دوران یونانی با عصر بعد از هایپشیا علاقه به مقاطع مخروطی همچنان بسیار مورد توجه بود. تا نیمهٔ اول قرن هفدهم مورد غفلت قرار گرفت. هایپشیا مخترع «غلظت سنج» است که برای تعیین غلظت مواد حل شده در مایعات به کار می‌رود. چه طوفانی به پا می‌کند معلوم‌ها و مجهولهایم در فرمول تو ای آپولونیوس.

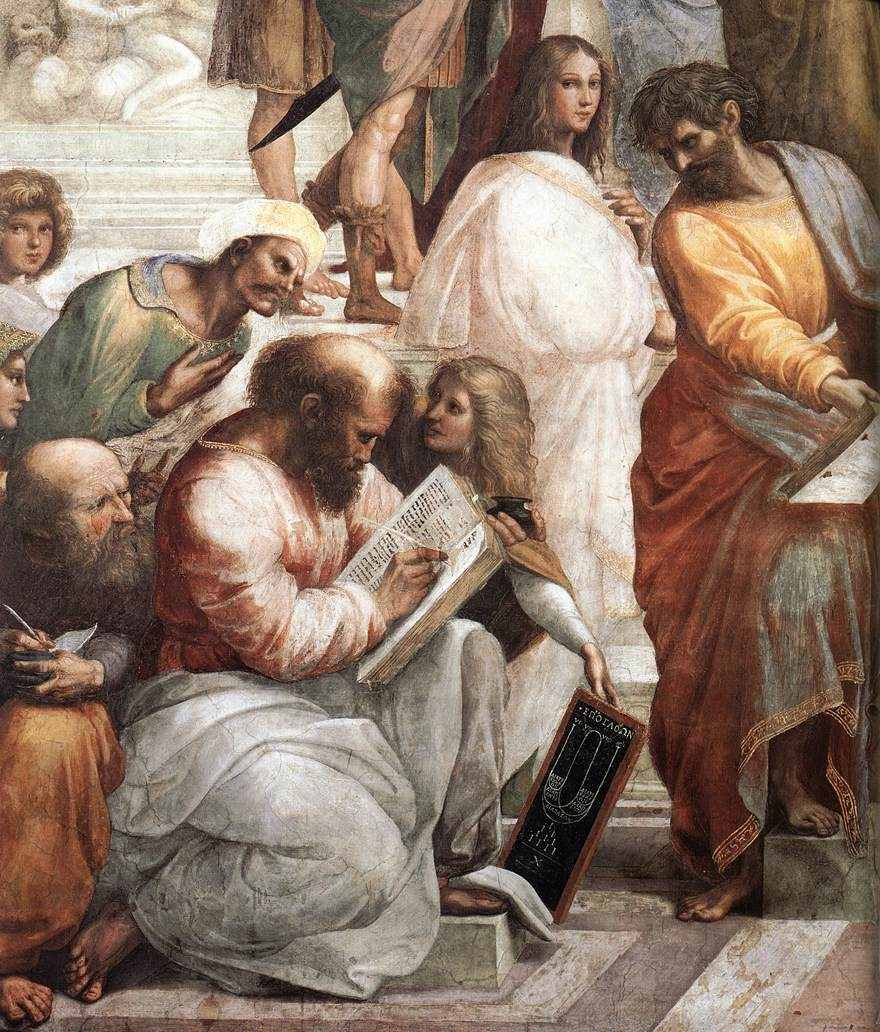
تصویری تخیلی از هایپشیا در نقاشی مکتب آتن، اثر رافائل

### فلسفه
او نظریه‌های نوافلاطونی فلوطین و ایامبلیکوس و آثار ارسطو را در موزهٔ اسکندریه تدریس می‌کرد. نامداران بسیاری در کلاس‌های تدریس او شرکت می‌کردند و به دفاع از نظریات او می‌پرداختند. در یکی از نوشته‌های هایپشیا آمده:
من در گذشته سیر نمی‌کنم بلکه در آینده گام برمی‌دارم، افسانه‌ها باید تنها به عنوان افسانه، حکایت تنها به عنوان حکایت و اسطوره‌ها تنها به عنوان اسطوره گفته شوند. آموزش اعتقادات خرافی، باطل و بی‌اساس به عنوان حقیقت رخداد وحشت‌آور و هولناکی است. تنها اندیشهٔ کودکان آن‌ها را می‌پذیرد و به آن‌ها اعتقاد می‌آورد و در سال‌های بعد تنها با سختی و شکنجه می‌تواند از چنگ آن‌ها رهایی یابد. همیشه حقیقت را بگویید حتی اگر ارتعاش صدایتان به لرزه افتد در حقیقت انسان همان‌طور که برای برقراری حقیقت می‌جنگد باید با خرافات نیز به مبارزه برخیزد. چرا که موهومات، نامحسوس، درک ناکردنی و بُغرنج هستند و تکذیب آن‌ها به سختی میسر می‌شود اما حقیقت نوعی نگرش است و تغییرپذیر …».

### نجوم
سینسوس یکی از دانشجویان برجسته هایپشیا بود و برای او ارزش بالایی قائل بود. او همیشه نتیجه مکاشفات خود را در اختیار هایپشیا می‌گذاشت، در یکی از نامه‌ها او از سرگردان ماندن ملوان‌ها در دریا بخاطر نداشتن علم کافی و ندانستن جهت‌یابی ابراز نگرانی کرد حتی در یکی از نامه‌ها از استاد می‌پرسد چگونه می‌توان از خوش‌یمن بودن تصمیمات مهم با توجه به حرکات ستاره‌ها مطمئن شد؟

و هایپشیا در جواب نامه نوشت: 
پدرم همیشه آرزوی محاسبه زمان طلوع و غروب ستاره‌ها، خورشید، ماه و سیارات را داشت و ستاره‌یاب فعلی من از نوع مسطح آن است و این ابزاری نجومی برای اندازه‌گیری فواصل و ارتفاعات است که با آن می‌توان ارتفاع ستاره‌ها، ماه و خورشید را تعیین کرد.

همچنین در تشریح جزئیات آن می‌گوید:
این ستاره‌یاب، نمودارها و صفحه‌هایی دارد که تعیین‌کننده مکان ستاره‌ها نسبت به افق و مکان خورشید، ماه و سیارات نسبت به ستاره‌های ثابت و زمان می‌باشد و هیپاتیا به همین علت نمودار یا نقشه‌ای به نام جهان‌نمای مسطح‌نما اختراع کرد که ستاره‌ها و حرکت آن‌ها را روی آسمان نشان دهد. اسطرلاب اختراعی او تا قرن هجدهم مورد استفاده دریانوردان بود.

کلیسا به شدت خرافات را در میان مردم ترویج می‌نمود و با مظاهر علم در ستیز بود. اسقف سیریل نیز با برخورداری و اعتقاد از الهیات مسیحی معتقد بود که اینکه زمین مرکز جهان است و زمین مرکزی مقدس است که همهٔ سیارات بدور آن می‌چرخند. با این نظر زمین مرکز جهان و انسان نیز دیگر اشرف مخلوقات است؛ اما هایپشیا در حقیقت همه‌انگاره و فرضیه‌های کلیسا را در مورد زمین را واژگون کرد، زیرا این ایدهٔ وی در تضاد کامل با متون کتاب مقدس و نظریات رهبران کلیسا بود. هایپشیا می‌دانست که شکوه و عظمت خورشید باید در آسمان تجلی پیدا کند، در نتیجه، عقل نمی‌پسندید که خورشید با تمام قداست و شکوهش در جایی جز در مرکز عالم، قرار گیرد پس زمین مقدس نیست و هایپشیا با مشاهدات و فرمول‌های ریاضی اثبات کرد حرکت زمین به دور خورشید هم بیضی‌وار است نه دایره؛ و خورشید باید در مرکز جهان باشد. مبلغان متعصب به محض شنیدن این خبر موضع گرفتند و گفتند:
 کیست که به خود جرات دهد ایده هیپاتیای نادان را به جای سخنان روح‌القدس قرار دهد؟! او یک شیطان و جادوگراست و این پیش‌زمینه مرگ هیپاتیا بود.
البته ضربه نهایی به نظریهٔ ثابت بودن زمین و این که همه ستارگان و سیارات به دور زمین می‌چرخند (ارسطو و بطلمیوس مدافعان این نظریه بودند) را گالیله وارد کرد. گالیله از نظریه کوپرنیک مبنی بر این که خورشید مرکز جهان است حمایت کرد. طبق نظر کوپرنیک به جای زمین، خورشید ثابت است و در مرکز جهان قرار دارد و بقیه سیارات با مدارهای دایره‌ای دور آن می‌گردند و این‌ها همه مدیون هایپشیا بزرگ هستند.

## مرگ

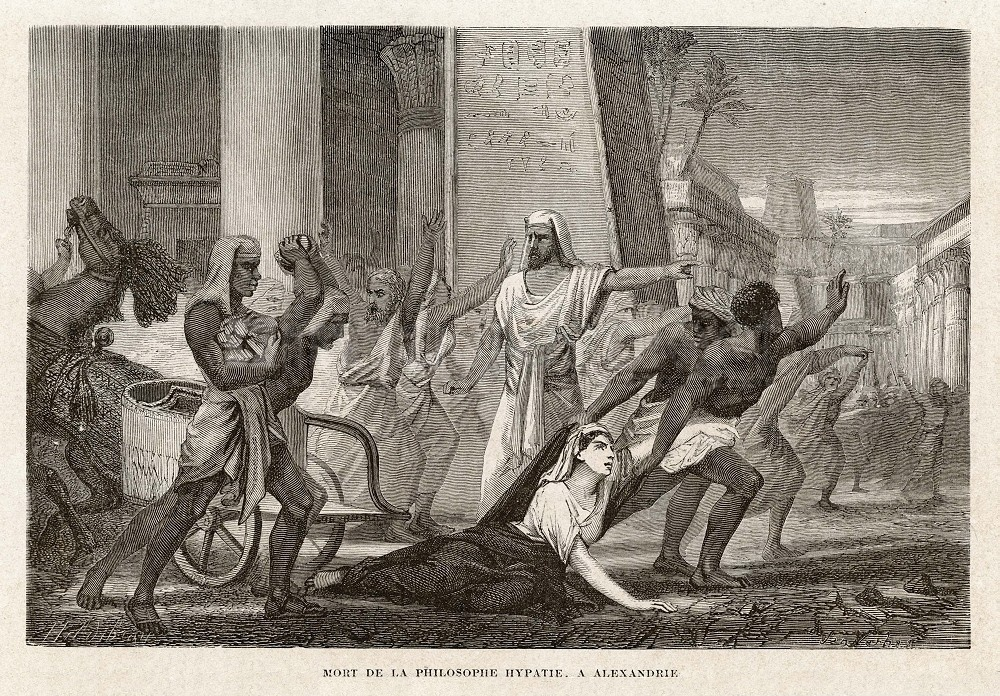
مرگ هایپشیا (اثر لوییس فیگویر ۱۸۶۶)

در آن زمان اسکندریه از مراکز مهم مسیحیت بود و تفکرات دیگر با عنوان کافرکیشی به شدت سرکوب می‌شدند. دانش‌هایی که هایپشیا بر روی آن‌ها کار می‌کرد از دید روحانیون برای مردم مضر و گمراه‌کننده بود و این‌که یک زن به فلسفه و ریاضیات بپردازد غیرقابل تحمل بود. هایپشیا توسط «سیریل» اسقف شهر اسکندریه متهم به جادوگری و توطئه علیه مسیحیت شد. در یکی از روزهای ماه مارس سال ۴۱۵ میلادی مردم خشمگین که اسقف سیریل آن‌ها را تحریک کرده بود، به رهبری شخصی با نام پیتر که قاری کلیسا و نایب نوحه‌خوانی بود، روانهٔ کلاس درس هایپشیا شده بودند و زمان این کار را شنبه پیش از روز شکرگزاری قرار دادند؛ یعنی زمانی که مسیح با افتخار وارد اورشلیم شد. شاگردان از هایپشیا خواهش کردند که با آن‌ها به پناهگاهی برود، اما هایپشیا گفت:
مانند موش‌ها به سوراخ‌ها و زیرزمین‌ها فرار نخواهم کرد. اینجا بهترین پناهگاه من است بر بلندای این کتابخانه کوچک سال‌هاست که مشق دانایی و تحریر اندیشه می‌کنم. بی‌خود خودتان را این‌گونه خسته نکنید. من در سر اعتقادات خود محکم ایستاده‌ام و لحظه‌ای عقب‌نشینی نخواهم کرد و هر روز پرشورتر از روز قبل با انگیزهٔ والاتر ادامه خواهم داد، مرا از نوشتن هراسی نیست، من معتقد به معجزه کلماتم حتی اگر بندبندم را از هم بگسلند، اینجا بهترین سنگر من است و من در همین سنگر خواهم ماند.
در یک لحظه اوباش و ولگردها به درون کلاس ریختند. آن‌ها ناسزاگویان نام هایپشیا را بر زبان داشتند. در یک چشم برهم‌زدن شاگردان وفاداری که او را در پناه گرفته بودند، کشته شدند.
سپس شورشیان معجر ابریشمین را از سر هایپشیا و ردای دانشگاهی‌اش را پاره کردند و تاج برگ غار را از سرش برداشتند و گیسوان او را گرفتند و درحالی‌که موهایش را می‌کشیدند او را از کلاس درس تا کلیسای شهر بردند. رهبران این مسیحیان عادت داشتند مخالفانشان را در خیابان‌ها بکشند؛ در میان راه نیز شورشیان ابتدا دستان وی را که همواره بدان وسیله به ساده‌کردن و همه‌فهم کردن ریاضیات و فلسفه می‌پرداخت، شکستند. سپس لباسش را پاره‌پاره و برهنه‌اش کردند، شلاقش زدند آن‌ها چندین کوزه و فنجان سفالین کلیسا را بر سنگ‌های کف کوباندند و با تکه‌های آن بارها و بارها بر سر و تن هایپشیا زدند و سر تا پای او را با سنگ و چوب زخم‌دار کردند و بدنش را زیر ضربات سخت خرد کرده بودند. سرانجام به کلیسا رسیدند؛ سپس دسته‌جمعی و یکباره به او حمله کردند و از زمین سنگ‌هایی را برداشتند و آنقدر بر او زدند که تندیسی از سنگ به وجود آمد تا مردم شهر از این حادثه ناگوار خبردار شدند، یکی از بزرگ‌ترین زنان تاریخ با وضعی ناخوشایند، در زیر آوار سنگ‌ها له شد و خون‌آلود جان داد. لحظه‌ای بعد تنها همراه او پروانه‌ای بود که پرپرزنان شانه‌به‌شانه‌اش می‌آمد و آخرین کتابدار از کتابخانه اسکندریه جدا شد.

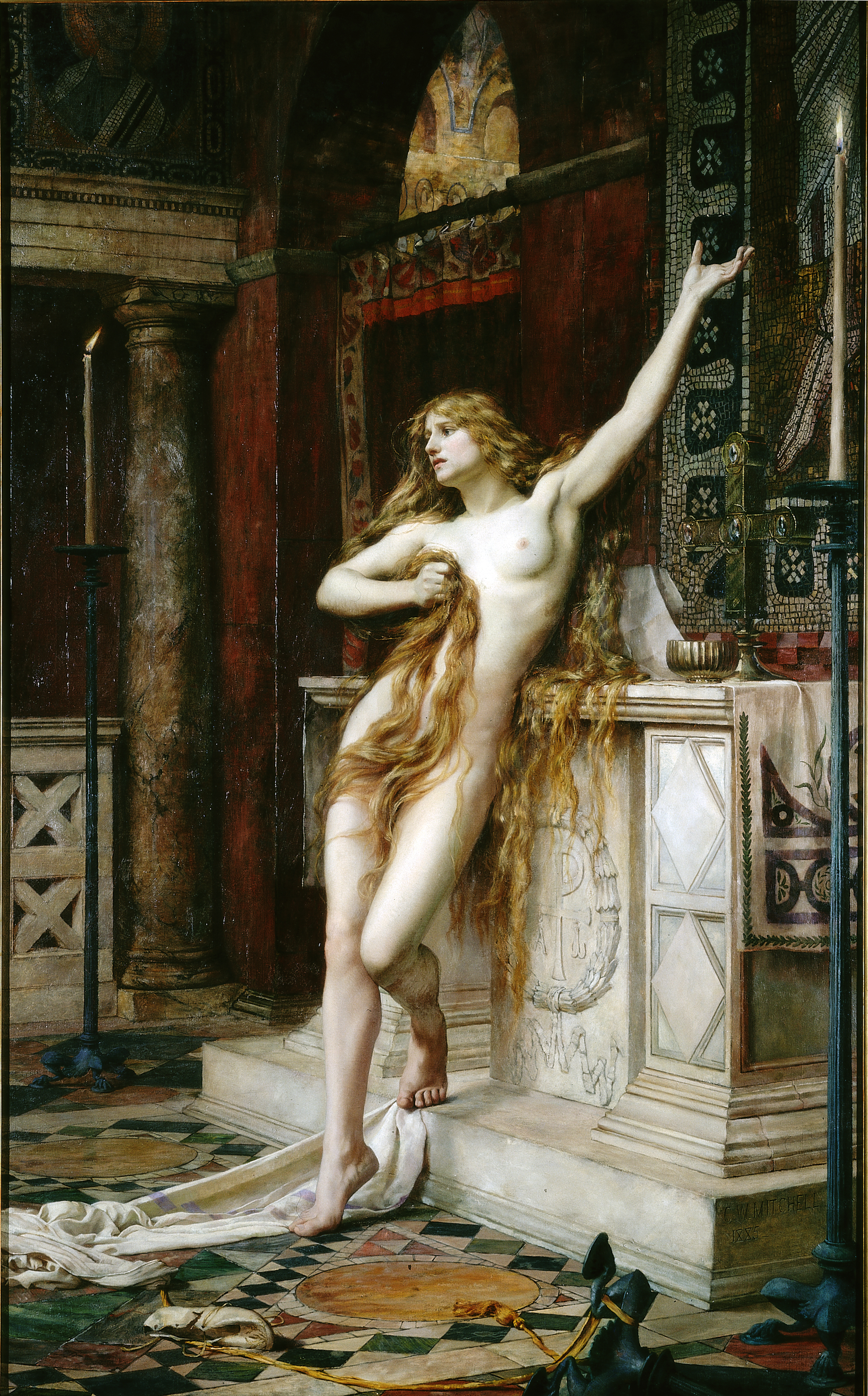
هایپشیا از چارلز ویلیام میچل.

اعتقاد بر این است که این نقاشی تصویری از صحنه زیر در رمان هایپشیا چارلز کینگزلی در سال ۱۸۵۳ است:
او خودش را تکان داد و از شر شکنجه گرانش خلاص شد و با برگشتن، برای یک لحظه به قد خود برخاست، برهنه، سفید برفی در برابر توده تاریک اطراف.
شرم و خشم در آن چشمان گشاد روشن، اما نه لکه ای از ترس.
با یک دست، قفل های طلایی خود را به دور خود بست.  بازوی بلند سفید دیگر به سمت مسیح بزرگ و جذاب کشیده شده بود.
و چه کسی جرات گفتن بیهوده را دارد؟
از یک انسان تا یک خدا...
نقل‌قول از کتاب هایپشیا دختر خوشید، فرزند زمین در وصف مرگ او:
بعد از آن نوبت به چاقوهای صدفی جهالت و بی‌خردی رسید، تا بدان وسیله پوست تنش را کندند؛ و در پایان جسد بی‌جان این مظهر مقاومت در راه بالابردن پرچم دانش و آگاهی بر روی خرمنی از حقارت، فرومایگی و تعصب کور مذهبی کلیسای آن زمان؛ گوشت تنش را تراشیدند و از استخوان جدا کردند و تکه‌تکه کردند و تکه‌تکه‌های آن را در کوچه‌های اسکندریه به هر سو گرداندند و آنگاه به آتش سپردند و در سینارون (محل سوزاندن اجساد مردگان) سوزاندند و مراقب بودند هیچ‌کس خاکسترش را مطالبه نکند. سپس خاکستر را در رودخانه ریختند و از آن پس فاتحانه سرود خواندند و آواز شادمانی سر دادند. گویی مرگ او فصل بزرگی در تاریخ بود. فردای آنروز سیریل ریاکار از طرف کلیسا تلاش بسیار کرد تا از بانو هیپاتیا چهره یک قدیسه شهید ساخته و زندگی وی را برای تنظیم زندگی‌نامه ی کاترین اسکندرانی، قدیسه افسانه‌ای دنیای مسیحیت، مورد استفاده قرار دهد.

## فیلم
فیلم آگورا محصول سال ۲۰۰۹ و با بازی ریچل وایس بر اساس زندگی او ساخته شده‌است. این فیلم نخستین بار در بخش خارج از مسابقه شصت و دومین جشنواره فیلم کن به نمایش درآمد.